# Laconismo
Laconismo é um modo breve ou conciso de falar ou de escrever. Foi uma das principais características da sociedade espartana, na região da Lacônia, de onde deriva o termo. Lacônico significa breve, conciso, de poucas palavras.
A educação militar e prática que recebiam os acostumava a receberem ordens; assim, não falavam muito, e isso também se estendia a suas casas e famílias. E também não desenvolviam o espírito crítico.
Os espartanos, um povo de guerreiros da antiga Grécia, habitaram a Lacônia, antigo país do sul da Grécia, às margens do mar Egeu e do Mediterrâneo, mais especificamente Esparta, sua capital. Segundo Plutarco, por causa do sistema de educação estabelecido por Licurgo, que fazia os espartanos, desde jovens, permanecerem muito tempo em silêncio, os espartanos eram gente de poucas palavras.
Os lacedemônios inventavam histórias sobre eles serem lacônicos: quando Lisandro fez Atenas se render, ao final da Guerra do Peloponeso, ele escreveu para os éforos dizendo "Atenas foi capturada", ao que os éforos responderam que "Bastava escrever 'capturada'"; esta história, porém, é uma invenção, pois a resposta dos éforos foi "Isto é o que as autoridades lacedemônias decidem: que o Pireu e as longas muralhas devem ser destruídas; que Atenas deve abandonar todas as cidades e ficar apenas com seu território; se vós fizerdes isto, tereis paz — se quiserdes. Sobre o número dos vossos navios, o que for decidido, vós haveis de cumprir".
Conta-se que em certa ocasião Filipe II da Macedônia ameaçou invadir suas terras: "Se entro na Lacônia, vou arrasar e submeter Esparta", disse o pai de Alexandro Magno. A resposta dos espartanos passou à história como um exemplo de laconismo: "Se..." Antes, os espartanos haviam provocado Filipe, enviando a mensagem: "Dos espartanos a Filipe: Dionísio em Corinto", uma alusão ao tirano Dionísio II de Siracusa, que terminou seus dias exilado em Corinto. Quando Demétrio Poliórcetes, irritado, gritou "Os espartanos enviaram apenas um mensageiro a mim?", este respondeu tranquilamente "Um para um".
Por essa época surgiu o adjetivo grego 'lakonikós' (espartano, lacedemônio), que passou ao latim como 'laconicus' e chegou a nós como lacônico.